# نمر البحر
نمر البحر أوالفقمة النّمريَّة أو فقمة النَّمر هي نوع من الفقمات وثاني أكبر فقمة في قارة أنتاركتيكا بعد فقمة الفيل الجنوبية. تعيش الفقمة النمرية في نصف الكرة الأرضية الجنوبي قبالة سواحل أنتاركتيكا وأغلب الجزر المحيطة بها، وهي تعيش أيضاً على سواحل أستراليا وتسمانيا ونيوزيلندا وجنوب أفريقيا وجزيرة لورد هاو وأرض النار وجزر كوك وسائر سواحل قارة أمريكا الجنوبية المطلة على المحيط الأطلسي. قد تعيش هذه الفقمات لـ26 سنة أو أكثر، وليس لديها أي مفترسين طبيعيّين عدى عن الحيتان القاتلة والقروش الكبيرة.
تنتمي الفقمة النمرية إلى فصيلة الفقميات أو الفقمات الحقيقية، وهي النوع الوحيد ضمن جنسها المُسمَّى هيدرونغا، وهو يعني باللغة الإغريقية «عامل الماء»، فيما أن اسم النوع ليبتونيكس يعني «صغير المخالب».

## الوصف
الفقمة النمرية حيوانٌ ضخمٌ قويّ البنية، ذو ظهر رماديٍّ غامقٍ وبطنٍ رماديٍّ فاتح، ورقبة بيضاء، مرقّطةٍ برقطٍ سوداء، هي ما منح الفقمة اسم فقمة النمر. عادة ما تكون الإناث أكبر من الذكور بقليل، ويتراوح متوسط الطول الكلي للفقمة من 2.4 إلى 3.5 أمتار، فيما تزن من 200 إلى 600 كيلوغرام. يبلغ طول الفقمة النمرية نفس طول حيوان الفظ تقريباً، غير أنها مع ذلك تزن أقل من نصف وزنه عادة.

## الهجمات
الفقمات النمرية بالأساس حيوانات خطيرة جداً بالنسبة للبشر، ووثِّقت لها من قبل حالات سلوك عدوانيٍّ وهجوم مباشر على الناس، لكن هذه الحالات تظلُّ - مع ذلك - نادرة الحدوث. وقد أظهرت الفقمات النمرية عموماً ميلاً لمهاجمة الزوارق من نوع طوف بونتون، لذلك فقد أصبح الباحثون يهتمون بأن يرافقهم حراس يمنعون الفقمات من تحطيم الزوارق أثناء استخدامهم لهذا النوع. من بين الهجمات المعروفة للفقمات النمرية:
- 1914-1917: هاجمت فقمة نمرية كبيرة ثوماس أورد ليس (1877-1957) - عضو البعث الأنتاركتيكية الإمبراطورية بقيادة إرنست شاكلتون - أثناء تخييمه فوق جليد البحر،[9] وطاردته على الجليد حتى أنقذه أحد أعضاء البعثة بإطلاق النار على الفقمة. بلغ طول الفقمة 3.7 أمتار تقريباً ووزنها 500 كيلوغرام.
- 1985: هاجمت فقمة نمرية المستكشف الأسكتلندي غارث وود وعضَّت ساقه مرَّتين محاولةً جرَّه إلى البحر، غير أن رفاقه نجحوا بإنقاذه بضرب الفقمة على رأسها بأعقاب الأحذية الجليدية المُسنَّنة.[9][10]
- 2003: هاجمت فقمة نمرية الأحيائية البريطانية كريستي براون - التابعة لبرنامج المسح الأنتاركتيكي البريطاني - أثناء غطسها تحت المياه، وسحبتها إلى مسافة 61 متراً تحت سطح الماء حتى لقيت حتفها. وتعدّ هذه أول حادثة وفاة بشرية موثّقة تتسبَّب بها فقمة نمرية.[9][10]